# Folinia
Folinia is een geslacht van weekdieren uit de klasse van de Gastropoda (slakken).

## Soorten
- Folinia ericana (Hertlein & Strong, 1951)
- Folinia mottezi (Bavay, 1917)
- Folinia signae (Bartsch, 1915)